# Aigues-Juntes
Aigues-Juntes é uma comuna francesa na região administrativa de Occitânia, no departamento de Ariège.